# Arabriga (erebídeos)
Arabriga (Arctiidae) é um gênero de traça pertencente à família Arctiidae.